# Liste der Kulturdenkmale in Schlettau
Die Liste der Kulturdenkmale in Schlettau enthält die Kulturdenkmale in Schlettau. Die Anmerkungen sind zu beachten.
Diese Liste ist eine Teilliste der Liste der Kulturdenkmale in Sachsen.

## Schlettau
| Bild                                    | Bezeichnung | Lage                                 | Datierung                                     | Beschreibung | ID       |
| --------------------------------------- | --- | ------------------------------------ | --------------------------------------------- | --- | -------- |
|                                         | Denkmalschutzgebiet Stadtkern Schlettau | (Karte)                              |                                               | Denkmalschutzgebiet Stadtkern Schlettau (Vorschlag) | 08990614 |
| Direkt Bild zu diesem Denkmal hochladen | Allee | Bahnhofstraße (Karte)                | um 1900                                       | Typische Gestaltung einer Bahnhofstraße nach Stadterweiterung durch Bahnanschluss, ortsbildprägend von Bedeutung, ortsentwicklungsgeschichtlich relevant. | 09305898 |
| Direkt Bild zu diesem Denkmal hochladen | Wohnhaus in offener Bebauung, | Bahnhofstraße 3 (Karte)              | Ende 19. Jh.                                  | Zeittypischer Putzbau mit späthistoristischer Fassadengestaltung, baugeschichtlich von Bedeutung. | 08990693 |
| Weitere Bilder                          | Empfangsgebäude mit Weichenverschließhebelbank, Güterabfertigungsgebäude und zwei Nebengebäude des Bahnhofs Schlettau                                                                          | Bahnhofstraße 4 (Karte)              | 1888/1889                                     | Eisenbahn-, orts- und technikgeschichtlich von Bedeutung - Empfangsgebäude: Zwei zweigeschossige massive Baukörper mit Dachüberstand im Schweizerstil, verbunden durch eingeschossigen Baukörper, zahlreiche Umbauten, Anbau eines Fahrdienstleitergebäudes um 1935, darin Weichenverschließhebelbank aus dieser Zeit (Vereinigte Eisenbahn-Signal-Werke Braunschweig GmbH, Herst.Nummer 9058, Baujahr 1936) und weitere Einrichtungen zum Betreiben der Signal- und Schrankenanlagen, Anbau eines Abtritthäuschens in den 1920er Jahren, - zwei kleine Nebengebäude (ein Geräte-, ein Personalschuppen mit Waschhaus), - Güterabfertigungsgebäude ebenfalls im Schweizerstil, eineinhalbgeschossig, Lokschuppen im Preußischen Fachwerk, 1900 von Zwei- auf Vierstände erweitert, enthielt Aufenthaltsräume, Bad, Schmiede, Wasserbehälter und zwei Reparaturgruben, - Kohleschuppen im gleichen Baustil, - Lokschuppen: Abbruch 2001. | 08990613 |
| Direkt Bild zu diesem Denkmal hochladen | Wohnhaus in offener Bebauung | Bahnhofstraße 5 (Karte)              | Ende 19. Jahrhundert                          | Charakteristischer gründerzeitlicher Wohnbau, bau- und ortsentwicklungsgeschichtlich von Bedeutung Zweigeschossiger massiver Putzbau, mit Sandsteingliederung, Mittelachse gegiebelt, Satteldach, Schieferdeckung, Eckrustika aufgemalt (nicht ursprünglich), zum Teil Winterfenster, schöner neuer Putz | 08990694 |
| Direkt Bild zu diesem Denkmal hochladen | Fabrikgebäude | Bahnhofstraße 7 (Karte)              | nach 1900                                     | Zeittypischer Fabrikbau mit roter Klinkergliederung, baug-, orts- und industriegeschichtlich von Bedeutung. Dreigeschossiger Putzbau mit Gliederung (Lisenen, Fensterrahmung) durch rote Klinker; Erdgeschoss verändert, beide Obergeschosse mit Segmentbogenöffnungen, eingezogenes Traufgesims, Klinker, flaches Satteldach, Kunststofffenster, Giebelinschrift: „C. A. Schreiber Möbelposamenten“ | 08990695 |
| Direkt Bild zu diesem Denkmal hochladen | Fabrikantenwohnhaus in offener Bebauung | Beutengraben 1 (Karte)               | um 1910                                       | Putzbau mit Reformstilelementen der Zeit um 1910, baugeschichtlich bedeutend Zweigeschossiger massiver Putzbau mit über das Obergeschoss gezogenem Mansarddach, gestaffelte Baukörper, zum Teil originale Kastenfenster, originales Türblatt | 08990703 |
| Direkt Bild zu diesem Denkmal hochladen | Wohnhaus in offener Bebauung | Beutengraben 8 (Karte)               | um 1800                                       | Spätbarocker Putzbau, baugeschichtlich von Bedeutung Sehr schmaler Baukörper, massiv, zweigeschossig, mit steilem Krüppelwalmdach, kräftiges Traufgesims, weitgehend intaktes Wand-Öffnung-Verhältnis | 08990702 |
| Direkt Bild zu diesem Denkmal hochladen | Gasthof | Böhmische Straße 1 (Karte)           | vor 1800                                      | teilweise Fachwerk, bau- und ortsgeschichtliche Bedeutung Zweigeschossiger Bau, ursprünglich Fachwerk im Obergeschoss, jetzt nur noch eine Giebelseite (ornamental verschiefert), Satteldach, Schieferdeckung, drei stehende Gaupen | 08990646 |
| Direkt Bild zu diesem Denkmal hochladen | Wohnhaus in offener Bebauung und zwei Torpfeiler | Böhmische Straße 21 (Karte)          | bezeichnet 1846                               | Historisierende Putzfassade, baugeschichtlich von Bedeutung Zweigeschossiger massiver Putzbau mit weithin intaktem Wand-Öffnungs-Verhältnis, flaches Walmdach mit Schieferdeckung, schönes Ranken-Traufgesims, Pophyr-Türgewände mit Zahnschnitt, zwei Lisenen; „CWZ 1846“ | 08990696 |
| Direkt Bild zu diesem Denkmal hochladen | Wohnhaus in offener Bebauung | Böhmische Straße 25 (Karte)          | 1926–1927                                     | Bauzeitlich Kinderhort, Zeugnis serieller Holzbauweise der 1920er Jahre von Fa. Christoph & Unmack, hochgradig authentisch, bau- und sozialgeschichtlich von Bedeutung. Das Wohnhaus ist ein herausragendes Zeugnis serieller Holzbauweise der 1920er Jahre der Firma Christoph & Unmack. In offener Bebauung steht es etwas zurückgesetzt von der Böhmischen Straße und wurde 1926/27 als Kinderheim bzw. Kinderhort der Stadt in Trägerschaft der Kirchgemeinde errichtet. Schon 1928 musste die Einrichtung aber wegen Unregelmäßigkeiten in der Kassenverwaltung aufgelöst und das Gebäude zu Wohnzwecken umgenutzt werden. Das massive Untergeschoss ist geländebedingt von der Nordseite zugänglich; das Erdgeschoss ist traufseitig jeweils über eine großzügige Veranda zu betreten, die durch den weiten Überstand des Satteldaches geschützt ist. Östlich gelangt man in den mittigen Flur, von dem ein größerer Gemeinschaftsraum abgeht. Im Haus gab es zwei Küchen und im Obergeschoss auch ein Bad. Die Kammern und Zimmer waren in diesem Bereich so angeordnet, dass sie über Fenster an den Giebelseiten belichtet wurden. Neben der durchdachten, mittlerweile aber leicht überformten Raumstruktur überzeugt das Gebäude durch seine authentisch erhaltene, bauzeitliche Substanz mit Fensterbändern, Holzschiebeläden und Sprossenfenstern. Neben dem vorgezogenen Satteldach verleihen viele dekorative Details wie die farbig akzentuierten Stützen und Brüstungen der Veranden und der vereinzelt noch vorhandene Zackenstil dem Gebäude ein malerisches Äußeres. Das Haus stellt im Bestand der erhaltenen Exemplare der zeitgenössischen Holzhausproduktion der Nieskyer Firma Christoph & Unmack ein besonders authentisches Zeugnis dar. Ihm kommt deshalb eine große baugeschichtliche und als ehemaliges Kinderheim bzw. Kinderhort auch eine sozialgeschichtliche Bedeutung zu. | 08990697 |
| Direkt Bild zu diesem Denkmal hochladen | Wohnhaus in offener Bebauung | Braugasse 1 (Karte)                  | um 1800                                       | Zeittypischer Putzbau, baugeschichtlich und städtebaulich von Bedeutung Zweigeschossiger massiver Putzbau, Korbbogen-Türgewände mit Schlussstein, originale Fenstergrößen, Galgensprossung, Krüppelwalmdach | 08990664 |
| Direkt Bild zu diesem Denkmal hochladen | Wohnhaus in ehemals offener Bebauung | Braugasse 2 (Karte)                  | um 1800                                       | Zeittypischer Putzbau, baugeschichtlich und städtebaulich von Bedeutung Interessant ist, dass dieses Gebäude wie um 90 Grad versetzt fast an der Rückseite des Gebäudes Kirchgasse 7 steht, also die Bebauung der Braugasse eigenständig bis an die Kirchgasse heranging. Es ist ein zweigeschossiger massiver Putzbau, sehr breit, mit intaktem Wand-Öffnungs-Verhältnis, einem profilierten Traufgesims und Krüppelwalmdach. | 08990665 |
| Direkt Bild zu diesem Denkmal hochladen | Wohnhaus in geschlossener Bebauung in Ecklage | Buchholzer Straße 1 (Karte)          | 2. Hälfte 19. Jahrhundert                     | Historistische Putzfassade, weithin ursprünglich erhalten, baugeschichtlich und städtebaulich von Bedeutung Zweigeschossiger massiver Putzbau, eine Achse zur Straßenecke abgeschrägt, darin Ladeneingang; hier und drei Achsen zur Elterleiner Straße im Erdgeschoss Bekrönungen, Gurtgesims, darüber Fenstergewände, Fenster mit Galgensprossung, links noch mit Kreuzstock, profiliertes Traufgesims, Schieferdeckung, drei stehende kleine Gaupen | 08990631 |
| Direkt Bild zu diesem Denkmal hochladen | Straßenbrücke über die Rote Pfütze | Elterleiner Straße (Karte)           | 19. Jahrhundert                               | Bruchstein-Bogenbrücke, bau- und verkehrsgeschichtlich von Bedeutung | 08990939 |
| Direkt Bild zu diesem Denkmal hochladen | Wohnhaus in geschlossener Bebauung in Ecklage | Elterleiner Straße 1 (Karte)         | 2. Hälfte 18. Jahrhundert                     | Schlichter Wohnbau mit Walmdach in markanter städtebaulicher Situation, baugeschichtlich von Bedeutung Zweigeschossiger massiver Putzbau mit weitgehend intaktem Wand-Öffnungs-Verhältnis, Fenstergewände in beiden Geschossen, zum Teil profiliert, desgleichen Traufgesims, Walmdach mit Überstand, Schieferdeckung, fünf kleine stehende Gaupen | 08990640 |
| Direkt Bild zu diesem Denkmal hochladen | Wohnhaus in geschlossener Bebauung | Elterleiner Straße 2 (Karte)         | um 1900                                       | Qualitätvolle Klinkerfassade, baugeschichtlich und platzbildprägend von Bedeutung Dreigeschossiger massiver Bau mit Klinkerfassade (rot) und putzprofiliertem Laden-Erdgeschoss, Pilastergliederung, Diamantquaderung, Gurtgesims, Klinkerfassade gegliedert durch grün-weiße Gurtbänder, gleiche Farbe in den Bögen über den Fensteröffnungen, Werkstein(?)-Fenstergewände, Sohlbänke, schönes Terracotta(?)-Traufgesims, Satteldach | 08990632 |
| Direkt Bild zu diesem Denkmal hochladen | Ackerbürgerhaus in geschlossener Bebauung | Elterleiner Straße 8 (Karte)         | 18. Jahrhundert                               | Schlichter Putzbau mit Tordurchfahrt, bau- und ortsentwicklungsgeschichtlich von Bedeutung Zweigeschossiger Putzbau mit Durchfahrt, neues Tor, Wand-Öffnungs-Verhältnis intakt, Fenstersprossung aufgeklebt, steiles Satteldach mit fünf stehenden Gaupen (neu); Schieferdeckung mit Kehlungen | 08990635 |
| Direkt Bild zu diesem Denkmal hochladen | Ackerbürgerhaus in geschlossener Bebauung | Elterleiner Straße 10 (Karte)        | 18. Jahrhundert                               | Zeittypischer Putzbau mit Toreinfahrt, bau- und ortsentwicklungsgeschichtlich von Bedeutung Zweigeschossiger Putzbau, eingezogener Eingang mit Haustür wohl aus den 1920er Jahren, im Erdgeschoss Wand-Öffnungs-Verhältnis verändert, Obergeschoss-Fenster originale Größe, T-Sprossung, Satteldach mit altdeutscher Schieferdeckung, fünf kleine stehende Gaupen | 08990636 |
| Direkt Bild zu diesem Denkmal hochladen | Ackerbürgerhaus in geschlossener Bebauung | Elterleiner Straße 12 (Karte)        | 18. Jahrhundert                               | Zeittypischer Putzbau mit Toreinfahrt, baugeschichtliche und städtebauliche Bedeutung Zweigeschossiger massiver Putzbau mit intaktem Wand-Öffnungs-Verhältnis, Türblatt womöglich original, Fenster mit Sechserteilung, Satteldach mit Aufschieblingen, altdeutsche Schieferdeckung | 08990637 |
| Direkt Bild zu diesem Denkmal hochladen | Ackerbürgerhaus in geschlossener Bebauung | Elterleiner Straße 14 (Karte)        | 18. Jahrhundert                               | Zeittypischer Putzbau mit mittiger großer Tordurchfahrt, bau- und ortsentwicklungsgeschichtlich von Bedeutung Zweigeschossiger Putzbau mit Durchfahrt in der Mittelachse, altes Torblatt, zusätzlich späterer Garageneinbau, Fenster Obergeschoss originale Größe, neue 6er-Sprossung, aber auf einflügeligen Fenstern, innen Holzbalkendecke | 08990638 |
| Direkt Bild zu diesem Denkmal hochladen | Ackerbürgerhaus in geschlossener Bebauung | Elterleiner Straße 18 (Karte)        | 18. Jahrhundert                               | Zeittypischer Putzbau mit seitlicher großer Tordurchfahrt, bau- und ortsentwicklungsgeschichtlich von Bedeutung Zweigeschossiger massiver Putzbau mit Durchfahrt im Erdgeschoss (Schlussstein, Kämpfer), alte Sprossung der Fenster nicht erhalten | 08990639 |
| Direkt Bild zu diesem Denkmal hochladen | Acht Stadtscheunen | Hermannsdorfer Weg (Karte)           | 18. Jahrhundert                               | Typisch für eine ehemalige Ackerbürgerstadt, bau- und wirtschaftsgeschichtlich von Bedeutung Eingeschossige, massive Bauten, unterschiedlicher Veränderungsgrad, eine aufgestockt, bei den meisten noch die ursprüngliche Traufausbildung vorhanden | 08990684 |
| Direkt Bild zu diesem Denkmal hochladen | Sieben Stadtscheunen | Hermannsdorfer Weg (Karte)           | 18. Jahrhundert                               | Typisch für eine ehemalige Ackerbürgerstadt, bau- und wirtschaftsgeschichtlich von Bedeutung Unterschiedlicher Umbaugrad, eingeschossig bis auf zwei Gebäude, die aufgestockt sind, Feldsteinmauerwerk, nur bei den ersten beiden noch originale Traufausbildung | 08990686 |
| Direkt Bild zu diesem Denkmal hochladen | Stadtscheune | Hermannsdorfer Weg (Karte)           | 1. Hälfte 19. Jahrhundert                     | Relikt einer Scheunenreihe, typisch für eine ehemalige Ackerbürgerstadt, bau- und wirtschaftsgeschichtlich von Bedeutung Feldsteinmauerwerk, hochgradig ursprünglich erhalten | 08990685 |
| Direkt Bild zu diesem Denkmal hochladen | Wohnhaus in offener Bebauung | Kirchgasse 1 (Karte)                 | 18. Jahrhundert                               | Sehr authentischer Putzbau mit bemerkenswertem Portal, baugeschichtlich von Bedeutung Zweigeschossiger Bruchsteinbau, Fenstergewände in beiden Geschossen, profiliertes Türgewände mit Kämpfer und Bekrönung, Fenstergrößen ursprünglich, breiter Baukörper, profiliertes Traufgesims, Mansarddach mit drei Dachhäuschen | 08990659 |
| Direkt Bild zu diesem Denkmal hochladen | Wohnhaus in halboffener Bebauung in Ecklage | Kirchgasse 2 (Karte)                 | 18. Jahrhundert                               | Putzbau mit markantem Walmdach, baugeschichtliche und städtebauliche Bedeutung Zweigeschossiger Putzbau mit intaktem Wand-Öffnungs-Verhältnis, barocke Kubatur, Walmdach, Schieferdeckung | 08990655 |
| Direkt Bild zu diesem Denkmal hochladen | Wohnhaus in offener Bebauung | Kirchgasse 3 (Karte)                 | 18. Jahrhundert                               | Schlichter Putzbau, baugeschichtliche und städtebauliche Bedeutung Zweigeschossiges Haus, intaktes Wand-Öffnungs-Verhältnis, profiliertes Traufgesims, Satteldach mit zwei kleinen stehenden Gaupen | 08990660 |
| Direkt Bild zu diesem Denkmal hochladen | Ackerbürgerhaus in geschlossener Bebauung | Kirchgasse 4 (Karte)                 | 18. Jahrhundert                               | Zeittypischer Putzbau mit seitlicher großer Tordurchfahrt, bau- und ortsentwicklungsgeschichtlich von Bedeutung Zweigeschossiges Haus mit Durchfahrt (Gewände mit Rundbogen und Schlussstein), Erdgeschoss Fenstergewände, Wand-Öffnungs-Verhältnis intakt, steiles Satteldach mit Schieferdeckung, profiliertes Traufgesims, innen Stuckdecke | 08990656 |
| Direkt Bild zu diesem Denkmal hochladen | Wohnhaus in geschlossener Bebauung | Kirchgasse 6 (Karte)                 | 18. Jahrhundert                               | Zeittypischer Putzbau mit Mansarddach, baugeschichtliche und städtebauliche Bedeutung Fenster originale Größe, profiliertes Traufgesims, Mansarddach mit zwei stehenden Gaupen | 08990657 |
| Direkt Bild zu diesem Denkmal hochladen | Wohnhaus in halboffener Bebauung in Ecklage | Kirchgasse 7 (Karte)                 | 18. Jh.                                       | Baugeschichtliche und städtebauliche Bedeutung Zweigeschossiger Putzbau, Krüppelwalmdach | 08990662 |
| Direkt Bild zu diesem Denkmal hochladen | Ackerbürgerhaus in geschlossener Bebauung | Kirchgasse 8 (Karte)                 | 18. Jahrhundert                               | Stattlicher Putzbau mit mittiger Tordurchfahrt, bau- und ortsentwicklungsgeschichtlich von Bedeutung Zweigeschossiger massiver Putzbau, Schlussstein über Tor, Prellsteine und Kämpfer, Fenster originale Größe, Satteldach mit überdimensioniertem Ausbau, Schieferdeckung | 08990658 |
| Direkt Bild zu diesem Denkmal hochladen | Ackerbürgerhaus in geschlossener Bebauung | Kirchgasse 10 (Karte)                | bezeichnet 1738                               | Zeittypischer Putzbau mit großer Tordurchfahrt, bau- und ortsentwicklungsgeschichtlich von Bedeutung Zweigeschossiges Gebäude, intaktes Wand-Öffnungs-Verhältnis, aufwändiges Portal (Durchfahrt) mit Kämpfer, Prellsteinen und Schlussstein, darin Hufeisen und „1738“, überdimensionaler Dachausbau, Satteldach, Schieferdeckung, innen Kreuzgewölbe | 08990661 |
|                                         | Ackerbürgerhaus in geschlossener Bebauung, seit 1993 Gasthaus Bierquelle. | Kirchgasse 16 (Karte)                | 18. Jahrhundert                               | Zeittypischer Putzbau mit früherer großer Tordurchfahrt, zahlreiche Details im Innern erhalten, bau- und ortsentwicklungsgeschichtlich von Bedeutung Das zweigeschossige Gebäude mit Tordurchfahrt und einem Schlussstein wurde nach Stadtbränden im Jahr 1731 neu errichtet. Zur typischen Ausstattung gehören das historische Tor mit Prellsteinen, die profilierten Fenstergewände im Erdgeschoss mit weitgehend original erhaltenen Fenstern in Größe und Position, das profilierte Traufgesims mit Satteldach, im Inneren eine steinerne Treppe bis in das Dachgeschoss. Eine Stuckdecke und ein Kreuzgratgewölbe im Hauptraum sind erwähnenswert. Mehrfach erfolgte eine Umnutzung von Wohnhaus zu Gastwirtschaft durch wechselnde Eigentümer. Seit 1938 ist Familie Bonitz Eigentümer und eröffnete nach umfangreichen Sanierungen im Jahr 1993 eröffnete im früheren Gastraum wieder eine Lokalität (Bierquelle), die ehemaligen Wohnräume im ersten Stock sind als Pension mit drei Zimmern ausgebaut. | 08990663 |
| Direkt Bild zu diesem Denkmal hochladen | Ackerbürgerhaus in geschlossener Bebauung | Kirchgasse 18 (Karte)                | 18. Jahrhundert, im Kern wohl älter           | Stattlicher Fachwerkbau mit seitlicher Tordurchfahrt, bau- und ortsentwicklungsgeschichtlich von Bedeutung Erdgeschoss massiv, sehr unregelmäßige Einfahrtsöffnung – lässt vermuten, dass zumindest das Erdgeschoss von vor dem Stadtbrand 1733 erhalten sein könnte, Fachwerk-Konstruktion im Obergeschoss intakt, Satteldach; Sichtfachwerk im Ort selten | 08990666 |
| Direkt Bild zu diesem Denkmal hochladen | Wohnhaus in geschlossener Bebauung | Kirchgasse 20 (Karte)                | 1. Hälfte 18. Jahrhundert, im Kern wohl älter | Putzbau mit bemerkenswertem Portal, bau- und hausgeschichtlich von Bedeutung Zweigeschossiger Putzbau mit intaktem Wand-Öffnungs-Verhältnis und Satteldach mit Schieferdeckung und Holztraufe, vermutlich Renaissanceportal (muschelförmiger Bogen, keine Sitznischen) – eventuell Bauzeit im 16./17. Jahrhundert | 08990667 |
| Direkt Bild zu diesem Denkmal hochladen | Wohnhaus in geschlossener Bebauung in Ecklage | Kirchgasse 22 (Karte)                | 18. Jahrhundert                               | Zeittypischer Putzbau, baugeschichtliche und städtebauliche Bedeutung Zweigeschossiger Putzbau mit intaktem Wand-Öffnungs-Verhältnis, Korbbogenportal mit Schlussstein, profiliertes Traufgesims, steiles einseitiges Schopfwalmdach, Schieferdeckung | 08990668 |
| Direkt Bild zu diesem Denkmal hochladen | Ackerbürgerhaus in offener Bebauung | Kirchgasse 24 (Karte)                | 1. Hälfte 18. Jahrhundert, im Kern wohl älter | Obergeschoss ehemals Fachwerk, bau- und hausgeschichtlich von Bedeutung Erdgeschoss massiv mit rundbogiger Durchfahrt, Obergeschoss ursprünglich Fachwerk, später massiv ersetzt (unpassende Fenstergrößen und Auflattungen), Giebelseite verbrettert, steiles typisches Satteldach mit markanten Aufschieblingen | 08990669 |
| Weitere Bilder                          | Friedhof Schlettau: Feierhalle, zwei Grabmale und Friedhofseinfriedung | Kirchplatz (Karte)                   | um 1870                                       | Bau- und ortsgeschichtlich von Bedeutung Einzeldenkmale der Sachgesamtheit (siehe auch Obj. 09302377, gleiche Anschrift): - Feierhalle: Eingeschossiger massiver Putzbau im Rundbogenstil, mit triumphbogenartigem Eingang (in den Zwickeln Rankenreliefs), altes Torblatt, Sandsteingewände, flaches Walmdach mit Schieferdeckung, Einfriedungsmauer aus Naturstein, - Zwei Grabmale: - Grabanlage der Familie Rosstümpel: Dreizoniger Wandaufbau, ädikulaartiger Mittelteil (zwei dorische Säulen), um 1910, - Barockes Sandsteingrabmal für die Frau des Erbrichters Christian Gottlob Koch, 2. Hälfte 18. Jahrhundert (Nordwestseite des südöstlichen Nebengebäudes). | 08990649 |
| Weitere Bilder                          | Kirche mit vorgelagerter Glocke | Kirchplatz (Karte)                   | Ende 15. Jahrhundert                          | Spätgotische dreischiffige Hallenkirche, barock überformt, verputzter Bruchsteinbau mit 3/8-Schluss, hoher Westturm, baugeschichtlich, künstlerisch und ortsbildprägend von Bedeutung Altaraufbau 1668, Kanzel 1682, Buntglasfenster Ende 19. Jahrhundert | 08990648 |
| Direkt Bild zu diesem Denkmal hochladen | Sachgesamtheit Friedhof Schlettau | Kirchplatz (Karte)                   | um 1870                                       | Bau- und ortsgeschichtlich von Bedeutung Sachgesamtheit mit folgenden Einzeldenkmalen: Feierhalle, zwei Grabmale und Friedhofseinfriedung (siehe Obj. 08990649, gleiche Anschrift) sowie der Friedhof als Sachgesamtheitsteil Beschreibung siehe oben | 09302377 |
|                                         | Ehemaliges Postgut, dann Posamentenfabrik in geschlossener Bebauung in Ecklage | Kirchplatz 1; 2 (Karte)              | 1856 laut Auskunft                            | Stattlicher Putzbau mit bemerkenswerter Dachlandschaft, bau- und ortsgeschichtlich sowie städtebaulich von Bedeutung Zweigeschossiger Putzbau, 10 zu 14 Achsen, Erdgeschoss mit Durchfahrt (Schwarzenberger Straße), Fenster in originaler Größe, Galgensprossung, zwei bekrönte Eingänge, Satteldach mit zahlreichen stehenden Gaupen, über Eingang Nummer 2: „Greifenhagen“ | 08990647 |
| Weitere Bilder                          | Pfarrhaus | Kirchplatz 4 (Karte)                 | bezeichnet 1617                               | Stattlicher Bau mit Fachwerk, bau-, haus- und ortsgeschichtlich von Bedeutung Gebäude über Hakengrundriss, Erdgeschoss massiv, Obergeschoss Fachwerk, zur Kirche gewandte Seite mit Sichtfachwerk (Ständerengstand, profilierte Schwelle) sonst verputzt, profiliertes hölzernes Traufgesims, Walmdach mit Schieferdeckung, Dachneigung nimmt zur Traufe hin ab, am Haus Gedenktafel für Widar Ziehnert (1814–1839), Sammler sächsischer Volkssagen | 08990671 |
| Direkt Bild zu diesem Denkmal hochladen | Wohnhaus | Kleine Sehma 4 (Karte)               | wahrscheinlich 18. Jahrhundert                | Obergeschoss Fachwerk, Relikt ländlicher Bauweise in städtischer Umgebung, baugeschichtlich von Bedeutung Erdgeschoss massiv, geglättet, Obergeschoss Fachwerk verkleidet, steiles Satteldach mit Schleppe | 08990941 |
| Weitere Bilder                          | Rathaus | Markt 1 (Karte)                      | ab 1720                                       | In der Mitte des Marktplatzes stehendes Gebäudeensemble, bau- und ortsgeschichtlich bedeutend sowie ortsbildprägend Zweigeschossiger massiver breit gelagerter Putzbau mit Rundbogenportal (Durchfahrt mit Kreuzgratgewölbe und zwei Wappenfresken), Walmdach, stehende Gaupen, Schieferdeckung, Dachreiter verschiefert mit Uhr, Laterne (Welscher Haube) und Wetterfahne. Alle Fensteröffnungen sind in ursprünglicher Größe erhalten, die Kreuzstockfenster aufwändig geteilt. | 08990615 |
| Direkt Bild zu diesem Denkmal hochladen | Wohnhaus in geschlossener Bebauung in Ecklage | Markt 2 (Karte)                      | 18. Jahrhundert                               | Putzbau mit markantem Mansarddach, baugeschichtliche und städtebauliche Bedeutung Zweigeschossiger massiver Putzbau, sieben mal fünf Achsen, Gurtband, Putzfaschen, gestaffeltes Traufgesims, zwei schöne Türblätter (wahrscheinlich 1920er Jahre), originale Sprossung verloren, nach Sanierung doppelte Reihe stehender Gaupen, altdeutsche Schieferdeckung sowie vierflügelige Kassetten-Füllungstür im Anbau zur Elterleiner Straße, künstlerischer Wert, Seltenheitswert | 08990616 |
| Direkt Bild zu diesem Denkmal hochladen | Produktionsgebäude einer Posamentenfabrik | Markt 2 (Karte)                      | um 1900                                       | Qualitätvoller Vertreter der Industriearchitektur um 1900, straffe Fassadengliederung durch farbige Ziegelverblender, baug-, industrie- und stadtentwicklungsgeschichtlich von Bedeutung Dreigeschossiger Skelettbau mit Dachgeschossausbau, große Fenster (originale Sprossung, Kreuzstock) mit Sandstein-Fenstergewänden, drei Achsen gekuppelt, über den Öffnungen Segment-Ziegelbögen, Mansarddach | 08990641 |
| Direkt Bild zu diesem Denkmal hochladen | Wohnhaus in geschlossener Bebauung und hinterer Anbau | Markt 4 (Karte)                      | 18. Jahrhundert                               | Putzbau mit markantem Mansarddach, baugeschichtlich und städtebaulich von Bedeutung Zweigeschossiger massiver Putzbau, späterer Ladeneinbau, Putzfaschen, Fenster mit T-Sprossung, profiliertes Traufgesims, Mansardbereich des Daches mit Schieferdeckung und stehende Gaupen, oberer Dachabschluss Muldenfalzziegel, originale Haustür, Anbau mit Walmdach | 08990617 |
| Direkt Bild zu diesem Denkmal hochladen | Wohnhaus in geschlossener Bebauung | Markt 5 (Karte)                      | 1950er Jahre                                  | Eines der wenigen unveränderten Zeugnisse der Bauweise der frühen DDR-Zeit, baugeschichtliche und städtebauliche Bedeutung Zweigeschossiger massiver Putzbau mit Segmentbogeneingang in der Mittelachse, profilierte Zementfensterrahmen, originale Kastenfenster, rustikaler Sichtsteinsockel, Satteldach mit Hechtgaupe | 08990630 |
| Direkt Bild zu diesem Denkmal hochladen | Ackerbürgerhaus in geschlossener Bebauung | Markt 6 (Karte)                      | bezeichnet 1737                               | Zeittypischer Putzbau mit seitlicher Tordurchfahrt, bau- und ortsentwicklungsgeschichtlich von Bedeutung Zweigeschossiger massiver Putzbau mit Durchfahrt (Schlussstein bezeichnet „GFS 1737“), Prellsteine, Torblatt nicht original, Wand-Öffnungs-Verhältnis intakt, Fenstergewände im Erdgeschoss profiliert, keine originale Sprossung, profiliertes Traufgesims, Satteldach mit Schieferdeckung, zwei stehende Dachgaupen | 08990618 |
|                                         | Ackerbürgerhaus in geschlossener Bebauung | Markt 8 (Karte)                      | 18. Jahrhundert                               | Zeittypischer Putzbau mit seitlicher Tordurchfahrt, bau- und ortsentwicklungsgeschichtlich von Bedeutung Zweigeschossiger massiver Putzbau mit Durchfahrt (Kämpfer und Schlussstein), schönes Torblatt, intaktes Wand-Öffnungs-Verhältnis, Fenstersprossung sechsteilig, aber nur jeweils ein Flügel, Erdgeschoss profilierte Fenstergewände, Satteldach mit Schleppgaupe | 08990619 |
| Direkt Bild zu diesem Denkmal hochladen | Ackerbürgerhaus in ehemals geschlossener Bebauung mit hinterem Anbau | Markt 13 (Karte)                     | bezeichnet 1756                               | Zeittypischer Putzbau mit seitlicher Tordurchfahrt, bau- und ortsentwicklungsgeschichtlich von Bedeutung Zweigeschossiger massiver Putzbau mit Durchfahrt (Kämpfer, ehem. Schlussstein, Torblatt wahrscheinlich 1920er Jahre), Erdgeschoss Ladeneinbau, Obergeschossfenster in der Größe des 19. Jahrhunderts, Satteldach mit drei stehenden Gaupen, Schieferdeckung, östlich anschließender Bau mit Entlastungsbögen | 08990629 |
|                                         | Wohnhaus in halboffener Bebauung in Ecklage, mit Hinterhaus und Einfriedungsmauer | Markt 16 (Karte)                     | bezeichnet 1734                               | Im Kern barockes Gebäude, dahinter zirka sechs Meter lange Bruchsteinmauer, baugeschichtlich und städtebaulich von Bedeutung Zweigeschossiger massiver Putzbau, intaktes Wand-Öffnungs-Verhältnis, geschwungener Türsturz mit Schlussstein bezeichnet „1734“, altes Türblatt, aber nicht original, steiles Mansarddach mit Schopf an der Südseite, Schmalseite noch mit querovalen Öffnungen | 08990620 |
| Direkt Bild zu diesem Denkmal hochladen | Ackerbürgerhaus in geschlossener Bebauung | Markt 17 (Karte)                     | 18. Jahrhundert, womöglich älter              | Zeittypischer Putzbau mit seitlicher Tordurchfahrt, bau- und ortsentwicklungsgeschichtlich von Bedeutung Zweigeschossiger massiver Putzbau, Erdgeschoss mit Durchfahrt (Prellsteine), Satteldach mit Schieferdeckung und fünf kleinen Gaupen | 08990628 |
| Direkt Bild zu diesem Denkmal hochladen | Wohnhaus in ehemals geschlossener Bebauung in Ecklage | Markt 18 (Karte)                     | 18. Jahrhundert                               | Putzbau mit steilem Mansarddach, baugeschichtliche und städtebauliche Bedeutung Zweigeschossiger massiver Putzbau, späterer Ladeneinbau im Erdgeschoss, seitlich altes Türblatt, im Obergeschoss Fensterbedachungen, Galgensprossung, Mansarddach mit drei stehenden kleinen Gaupen, Schieferdeckung | 08990621 |
| Direkt Bild zu diesem Denkmal hochladen | Wohnhaus in geschlossener Bebauung | Markt 19 (Karte)                     | Kern wohl 18. Jahrhundert                     | Putzbau mit historistischer Fassade, baugeschichtliche und städtebauliche Bedeutung Zweigeschossiger massiver Putzbau, Fassade im späteren 19. Jahrhundert überformt, historistisches Türblatt, Fensterbekrönungen im Obergeschoss, T-Sprossung, profiliertes Traufgesims, steiles Satteldach, Schieferdeckung, zwei stehende Gaupen | 08990627 |
| Direkt Bild zu diesem Denkmal hochladen | Wohnhaus in geschlossener Bebauung | Markt 21 (Karte)                     | Kern wohl 18. Jahrhundert                     | Schlichtes Gebäude mit charakteristischen Dachhäuschen, baugeschichtliche und städtebauliche Bedeutung. Zweigeschossiger massiver Putzbau, weitgehend ursprüngliches Wand-Öffnungs-Verhältnis, profiliertes Traufgesims, Satteldach mit drei stehenden Gaupen, Obergeschoss Sandsteingewände | 08990626 |
| Direkt Bild zu diesem Denkmal hochladen | Wohnhaus in ehemals geschlossener Bebauung | Markt 22 (Karte)                     | 18. Jahrhundert                               | Putzbau mit steilem Satteldach, baugeschichtliche und städtebauliche Bedeutung Zweigeschossiger massiver Putzbau, Ladeneinbau im Erdgeschoss, Fenstergrößen Obergeschoss original, steiles Satteldach mit Schieferdeckung und überdimensionierter Schleppgaupe, Holztraufe | 08990622 |
| Direkt Bild zu diesem Denkmal hochladen | Wohnhaus in geschlossener Bebauung | Markt 23 (Karte)                     | Kern wohl 18. Jahrhundert                     | Schlichter Putzbau, baugeschichtliche und städtebauliche Bedeutung Zweigeschossiger massiver Putzbau, weitgehend ursprüngliches Wand-Öffnungs-Verhältnis, profiliertes Traufgesims, Satteldach | 08990625 |
| Direkt Bild zu diesem Denkmal hochladen | Wohnhaus in geschlossener Bebauung | Markt 25 (Karte)                     | 18. Jahrhundert                               | Einfacher Putzbau, baugeschichtliche und städtebauliche Bedeutung Zweigeschossiger massiver Putzbau, weitgehend ursprüngliches Wand-Öffnungs-Verhältnis, Erdgeschoss Ladeneinbau, Gewände von zirka 1900, Traufgesims geglättet, Satteldach mit nach unten abnehmender Dachneigung, drei spätere stehende Gaupen, innen Stichkappengewölbe | 08990624 |
| Direkt Bild zu diesem Denkmal hochladen | Wohnhaus in geschlossener Bebauung | Markt 27 (Karte)                     | 18. Jahrhundert                               | Putzbau mit seitlicher kleiner Durchfahrt, baugeschichtliche und städtebauliche Bedeutung Zweigeschossiger massiver Putzbau, unten Ladeneinbau, die drei Fensterachsen Obergeschoss original, 6-teilige Sprossung, Satteldach mit Schieferdeckung und überdimensionierter stehender Gaupe, profiliertes Traufgesims | 08990623 |
| Direkt Bild zu diesem Denkmal hochladen | Mühlenwohnhaus (Mühlgasse 6) mit Industriemühlenanbau (Nach den Heiden 12) | Mühlgasse 6 (Karte)                  | um 1905, Mühlenwohnhaus                       | Bildprägende Putzbauten mit einheitlicher Klinkergliederung, baugeschichtlich, technikgeschichtlich und ortsgeschichtlich von Bedeutung - Mühlenwohnhaus: Zweigeschossiger massiver Putzbau mit Krüppelwalmdach, Dachhaus auf der Traufseite, - Produktionsgebäude: Zweigeschossig, wie Verwaltungsgebäude mit Segmentbogenöffnungen, - Klinkergliederung: Lisenen, Fensterrahmung, Traufgesimse, schöne Giebelgestaltung beim Wohnhaus, Fenster des Produktionsgebäudes kleinteilig gesprosst, innen dort gusseiserne Säulen. | 08990688 |
| Direkt Bild zu diesem Denkmal hochladen | Wohnhaus in offener Bebauung | Neugasse 1 (Karte)                   | um 1900                                       | Klinkerbau mit Putzgliederung, baugeschichtlich von Bedeutung Eingeschossiger Klinkerbau mit Sandsteingliederung, charakteristischer zweigeschossiger Eckturm mit Pyramidendach, Schieferdeckung, Holzveranda und Eingangshäuschen, alte Kastenfenster im Erdgeschoss, oben Kunststoff; heterogener Grundriss; Sockel Polygonalmauerwerk | 08990698 |
| Direkt Bild zu diesem Denkmal hochladen | Mietshaus in offener Bebauung mit Einfriedung | Pestalozzistraße 6 (Karte)           | um 1895                                       | Zeittypischer Wohnbau in Klinker-Mischbauweise mit reicher Gliederung, bau- und ortsentwicklungsgeschichtlich von Bedeutung Zweigeschossiger Bau, Sockel Polygonalmauerwerk, Erdgeschoss Putz mit Sandstein-Fensterrahmung (Schlusssteine floral gestaltet), Gurtgesims, Obergeschoss gelber Klinker mit gotisierenden Fenstergewänden, zentraler Erker, darüber Zwerchhaus mit Muschel, Satteldach, originales Türblatt | 08990699 |
| Direkt Bild zu diesem Denkmal hochladen | Villa mit Garten und Einfriedung sowie Gartenhaus | Rudolf-Breitscheid-Straße 1 (Karte)  | um 1915                                       | Putzbau im Reformstil, bau- und ortsentwicklungsgeschichtlich von Bedeutung Zweigeschossiger massiver Putzbau, wobei Obergeschoss zeittypisch in die Dachgestaltung mit einbezogen ist, zentraler Spitzgiebel, Wand-Öffnungs-Verhältnis intakt, Schieferdeckung, Dach auf Mansardbasis, Reste von Gartengestaltung erkennbar, Terrasse zum Garten noch vorhanden | 08990712 |
| Direkt Bild zu diesem Denkmal hochladen | Villa mit Einfriedung und Gartenhaus | Rudolf-Breitscheid-Straße 3 (Karte)  | 1910er Jahre                                  | Putzbau im Reformstil, bau- und ortsentwicklungsgeschichtlich von Bedeutung Zweigeschossiger Putzbau mit Mansarddach und dominanter Giebelseite, neue Sprossenfenster, oberer Teil des Giebels verbrettert, Schieferdeckung | 08990704 |
| Direkt Bild zu diesem Denkmal hochladen | Fabrikantenvilla mit Einfriedung | Rudolf-Breitscheid-Straße 5 (Karte)  | 1920er Jahre                                  | Putzbau mit Stilelementen des Art déco, bau- und ortsentwicklungsgeschichtlich von Bedeutung Zweigeschossiger massiver Bau mit originalem Putz, expressionistische Gestaltungselemente vor allem im Fensterbereich, originale Kastenfenster, neobarocke Kubatur und Dachgestaltung (Mansard) | 08990705 |
| Direkt Bild zu diesem Denkmal hochladen | Wohnhaus in offener Bebauung in Ecklage | Rudolf-Breitscheid-Straße 11 (Karte) | um 1895                                       | Klinkerfassade mit Sandsteingliederung und Stuckornament, bau- und ortsentwicklungsgeschichtlich von Bedeutung Zweigeschossiger roter Klinkerbau mit Sandsteingliederung und Stuckornament (Kartuschen, Girlanden, Jugendstilköpfe), Fenstersprossung nicht denkmalgerecht< | 08990701 |
| Direkt Bild zu diesem Denkmal hochladen | Wohnhaus in offener Bebauung in Ecklage | Rudolf-Breitscheid-Straße 13 (Karte) | um 1900                                       | Markanter Wohnbau in Klinker-Mischbauweise mit prägnantem Eckturm, bau- und ortsentwicklungsgeschichtlich von Bedeutung Zweigeschossiger Bau, Erdgeschoss Putznutung, Obergeschoss und zweites Turm-Obergeschoss roter Klinker mit Sandsteingliederung, Turm mit Kuppel und spitzem Dachreiter | 08990700 |
| Weitere Bilder                          | Postmeilensäule | Schloßplatz (Karte)                  | bezeichnet 1727                               | Distanzsäule, verkehrsgeschichtlich von Bedeutung Kursächsische Distanzsäule in Form eines Obelisken, bezeichnet 1727, mit Wappenstück (Sandstein) und Spitze, sehr hoher Sockel aus Bruchsteinen; Schaft mit Inschriften auf allen vier Seiten, Säule aus Greifensteiner Granit Die Säule stand ursprünglich auf dem Markt von Schlettau. Die Jahreszahl ist wahrscheinlich nicht original, da die Aufstellungsakten Zürners das Jahr 1729 angegeben. Die Säule entstand in der Werkstatt des Johanngeorgenstädter Steinmetzen Matthias Lambacher. 1863 Säule abgebrochen und Material andernorts verbaut; 1932/33 Originalteile vom Dresdner Bildhauer Lehmann restauriert und neue Spitze angefertigt; 1938 am Schlossplatz wieder aufgestellt; 1953 nochmals von der Bildhauer- und Steinmetzwerkstatt Fritz Hedrich restauriert und am heutigen Standort aufgestellt | 08990645 |
|                                         | Wohnhaus in offener Bebauung | Schloßplatz 3 (Karte)                | bezeichnet 1701                               | Barocker Putzbau mit Wappen derer von Carlowitz, künstlerisch sowie bau- und regionalgeschichtlich von Bedeutung Zweigeschossiger massiver Putzbau mit Dreiecks gegiebeltem Mittelrisalit, Lisenengliederung, im Aufbau ionische Pilaster, Zahnschnitt-Traufgesims, Pilaster sowie „Gurtband“ aus Holz, Fenstergewände, neue Sprossenfenster, steiles Walmdach mit Schieferdeckung, Eingang mit Dreiecksgiebel bekrönt, darin Wappen, Giebellünetten, innen Kamin, schöne Treppenanlage mit Schmuckgeländer aus den 1920er Jahren, Holzbalkendecke | 08990644 |
| Weitere Bilder                          | Schloss Schlettau: Schloss und Herrenhaus (Nr. 8) mit Zugangsbrücke, Pförtnerhaus (Nr. 5), Remisengebäude (Nr. 7) und Blockhaus (wohl Bienenhaus) im Park sowie Graben- und Einfriedungsmauern | Schloßplatz 5; 7; 8 (Karte)          | ab 1200                                       | Historisches Ensemble von baugeschichtlicher, künstlerischer, landschaftsgestaltender und regionaler Bedeutung Einzeldenkmale der Sachgesamtheit (siehe Obj. 09302386, gleiche Anschrift): - Schloss gegründet um 1200, Umbauten nach 1429 prägen den heutigen Charakter, ab 1814 Umbau zur Baumwollspinnerei durch Johann Traugott Lohse, ab 1880 in Besitz des Fabrikanten Karl Naumann, Umbau des Walmdachs zu einem steilen Satteldach und neugotische Ausstattung, hoher Bruchsteinbau mit Treppenturm mit Kegeldach, sowohl spätgotische Vorhangbogenfenster wie Renaissancefenster mit geradem Sturz, im Innern zwei große Säle übereinander, an der Rückseite zum Park hin romantisierende Anbauten des 19. Jahrhunderts, - Herrenhaus: Dreigeschossiger Putzbau über unregelmäßigem Hakengrundriss mit reicher Dachlandschaft, im Innern Wandmalereien, um 1750, - Sogenanntes Pförtnerhaus: Eingeschossiger Putzbau mit Kielbogendach, - Blockhaus (wohl Bienenhaus): In Holzbauweise mit Satteldach. | 08990643 |
| Direkt Bild zu diesem Denkmal hochladen | Schlosspark mit Teich (Gartendenkmal) | Schloßplatz 5; 7; 8 (Karte)          | ab 1200                                       | Historisches Ensemble von baugeschichtlicher, künstlerischer, landschaftsgestaltender und regionaler Bedeutung Teil der Sachgesamtheit Schloss Schlettau mit folgenden Einzeldenkmalen: Schloss und Herrenhaus (Nr. 8), Pförtnerhaus (Nr. 5), Remisengebäude (Nr. 7), Blockhaus im Park und Einfriedungsmauern (siehe Obj. 08990643, gleiche Anschrift) sowie der Schlosspark mit Teich (Gartendenkmal) Englischer Park mit Teich | 09302386 |
| Weitere Bilder                          | Wohnmühlenhaus mit Resten des Mühlgrabens | Schloßplatz 6 (Karte)                | 18. Jahrhundert, im Kern wohl älter           | Mächtiges Bruchsteingebäude in ruinösem Zustand, dennoch bau,- orts- und heimatgeschichtlich von Bedeutung Zweigeschossiger Bruchsteinbau mit Krüppelwalmdach, „sonnenstrahlförmig“ gemauerte Stürze | 08990642 |
| Direkt Bild zu diesem Denkmal hochladen | Stadtmauer | Schulgasse (Karte)                   | 15. Jahrhundert                               | In Teilen erhaltene spätmittelalterliche Befestigung der Stadt Schlettau, bau- und stadtgeschichtlich von Bedeutung | 08990654 |
| Direkt Bild zu diesem Denkmal hochladen | Ehemalige Schule | Schulgasse 12 (Karte)                | 1859                                          | Historistischer Putzbau, bau- und ortsgeschichtlich von Bedeutung Zweigeschossiger massiver Putzbau mit differenzierter Putzgliederung und interessanter optischer Geschossaufteilung, Bruchsteinsockel, klassizistische Putznutung Erdgeschoss, beide Geschosse gekuppelte Fenster, zum Teil noch Kreuzstock, Fenstergewände, markantes Gurtgesims, drei Baukörper, Satteldach und Walmdach | 08990652 |
| Direkt Bild zu diesem Denkmal hochladen | Wohnhaus in geschlossener Bebauung | Schulgasse 16 (Karte)                | um 1875                                       | Historistische Fassade, baugeschichtlich von Bedeutung Zweigeschossiger massiver Putzbau, Erdgeschoss mit Putzquaderung, profilierte Sandstein-Fenstergewände, originales Türblatt, Galgensprossung neu, Obergeschoss mit Fensterbekrönungen, Traufgesims, Satteldach, Schieferdeckung, schöne neue Gaupen (stehend, Holzrahmen ornamentiert) | 08990651 |
| Direkt Bild zu diesem Denkmal hochladen | Wohnhaus in halboffener Bebauung und Ecklage | Schulgasse 20 (Karte)                | um 1800                                       | Markanter Putzbau in prägnanter städtebaulicher Lage, baugeschichtlich von Bedeutung Wohnhaus eingeschossiger Bruchsteinbau verputzt, flaches Walmdach mit drei Dachhäuschen | 08990650 |
| Direkt Bild zu diesem Denkmal hochladen | Turnhalle | Schützenhausstraße 20; 22 (Karte)    | 1904                                          | Im traditionalistischen Stil der Zeit nach 1900, bau- und sozialgeschichtlich von Bedeutung Eingeschossig, zur Schauseite (Hanglage) zweigeschossig, mit Rundbogenfenstern (kleinteilige Sprossung), rustizierte Sockelpartie, angedeutete Strebepfeiler, profiliertes Traufgesims, originale Füllungstüren, an der Seite mit Zwiebelturm und Zierfachwerk akzentuiert, Schieferdeckung, nach hinten kongenial erweitert | 08990687 |
| Direkt Bild zu diesem Denkmal hochladen | Mord- und Sühnekreuz | Schwarzenberger Straße (Karte)       | 16./17. Jahrhundert                           | Ortsgeschichtlich von Bedeutung Zirka 50 Zentimeter hohes Kreuz aus Naturstein, zum Teil verwittert | 08990946 |
| Direkt Bild zu diesem Denkmal hochladen | Wohnhaus in geschlossener Bebauung in Ecklage | Schwarzenberger Straße 2 (Karte)     | 18. Jahrhundert                               | Markanter Putzbau mit Mansardwalmdach, baugeschichtlich und städtebaulich von Bedeutung Zweigeschossiger massiver Putzbau mit Mansardwalmdach (Schieferdeckung, drei stehende Gaupen), Erdgeschoss mit Ladeneinbau, Haustürblatt um 1910, desgleichen Aufschrift „Albin Panhans“ in Jugendstil-Typographie, zwei Vasenreliefs in Putzspiegeln, Lisenengliederung mit Phantasiekapitellen, profiliertes Traufgesims | 08990683 |
| Direkt Bild zu diesem Denkmal hochladen | Wohnhaus in geschlossener Bebauung | Schwarzenberger Straße 3 (Karte)     | um 1800                                       | Schlichter Putzbau, bau- und ortsentwicklungsgeschichtlich von Bedeutung Zweigeschossiger massiver Putzbau, weitgehend intaktes Wand-Öffnungs-Verhältnis, Satteldach | 08990680 |
|                                         | Wohnhaus in geschlossener Bebauung | Schwarzenberger Straße 4 (Karte)     | Ende 19. Jahrhundert                          | Fassade in Klinker-Mischbauweise mit schönem Ornament, bau- und ortsentwicklungsgeschichtlich von Bedeutung Erdgeschoss verputzt, Ladeneinbau nicht original, darüber zwei Obergeschosse, gelb verklinkert, die Fenster mit Putzfaschen und Bekrönung mit Muschelornament sowie Bogen aus glasierten roten und blauen Klinkern, keine ursprüngliche Sprossung, überdimensionierte Schleppgaupe, Satteldach, Schieferdeckung | 08990682 |
| Direkt Bild zu diesem Denkmal hochladen | Wohnhaus in geschlossener Bebauung | Schwarzenberger Straße 5 (Karte)     | um 1800, Kern älter                           | Schlichter Putzbau, bau- und ortsentwicklungsgeschichtlich von Bedeutung Zweigeschossiger massiver Putzbau, Erdgeschoss mit Veränderung der Öffnungen, profiliertes Traufgesims, Satteldach mit zwei stehenden Gaupen | 08990679 |
| Direkt Bild zu diesem Denkmal hochladen | Ackerbürgerhaus in geschlossener Bebauung | Schwarzenberger Straße 7 (Karte)     | 18. Jahrhundert                               | Zeittypischer Putzbau mit seitlicher Toreinfahrt, bau- und ortsentwicklungsgeschichtlich von Bedeutung Zweigeschossiger massiver Putzbau mit Durchfahrt, Wand-Öffnungs-Verhältnis weitgehend intakt, profiliertes Traufgesims, Satteldach mit drei stehenden Gaupen, womöglich ehemals Fachwerkhaus | 08990678 |
| Direkt Bild zu diesem Denkmal hochladen | Wohnhaus in geschlossener Bebauung | Schwarzenberger Straße 9 (Karte)     | um 1900                                       | Zeittypischer Wohnbau mit Läden, Fassade in Klinker-Mischbauweise, bau- und ortsentwicklungsgeschichtlich von Bedeutung Erdgeschoss mit Putznutung, zwei originale Haustüren, Ladeneinbauten wahrscheinlich original. Obergeschoss mit roter Klinkerfassade, ornamentierten Fensterkonsolen, Fenstergewänden, profiliertes Traufgesims, Satteldach mit Schieferdeckung (Kehlen), sehr schöne stehende Gaupen, die größeren ornamentiert | 08990677 |
| Direkt Bild zu diesem Denkmal hochladen | Wohnhaus in halboffener Bebauung | Schwarzenberger Straße 11 (Karte)    | 18. Jahrhundert                               | Putzbau mit charakteristischem Mansardwalmdach, bau- und ortsentwicklungsgeschichtlich von Bedeutung Zweigeschossiger massiver Putzbau mit veränderter Eingangssituation, ansonsten Fenster weithin originale Größe, Mansardwalmdach mit Schieferdeckung und stehenden Gaupen mit Holzverdachung, profiliertes Traufgesims | 08990676 |
|                                         | Wohnhaus in halboffener Bebauung | Schwarzenberger Straße 12 (Karte)    | 18. Jahrhundert                               | Breit gelagerter Putzbau mit markantem Mansarddach mit einseitigem Krüppelwalm, baugeschichtlich und straßenbildprägend von Bedeutung Zweigeschossiger massiver Putzbau, Ladeneinbau im Erdgeschoss um 1900, ansonsten originale Fenstergrößen, profiliertes Traufgesims, markantes Mansarddach | 08990675 |
| Direkt Bild zu diesem Denkmal hochladen | Ackerbürgerhaus in geschlossener Bebauung | Schwarzenberger Straße 14 (Karte)    | wahrsch. 18. Jh. (Ackerbürgerhaus)            | Ackerbürgerhaus in geschlossener Bebauung; zeittypischer Putzbau mit seitlicher Toreinfahrt, bau- und ortsentwicklungsgeschichtlich von Bedeutung; ehemaliges Kulturdenkmal wurde weggerissen | 08990674 |
| Direkt Bild zu diesem Denkmal hochladen | Wohnhaus in halboffener Bebauung | Schwarzenberger Straße 15 (Karte)    | wahrscheinlich 18. Jahrhundert                | Stattlicher Putzbau mit hohem Satteldach, baugeschichtlich und straßenbildprägend von Bedeutung Zweigeschossiger massiver Putzbau, traufständig, steiles Satteldach, womöglich ursprüngliches Fachwerkhaus, Putzgliederung von um 1910, Lisenen- und Gurtgesims, Eingang mit ornamentaler Putzbekrönung (mit Emblem) versehen, an städtebaulich wichtiger Stelle | 08990672 |
| Direkt Bild zu diesem Denkmal hochladen | Wohnhaus in geschlossener Bebauung in Ecklage | Schwarzenberger Straße 18 (Karte)    | 18. Jahrhundert                               | Barocke Kubatur, baugeschichtlich von Bedeutung Zweigeschossiger massiver Putzbau, im Erdgeschoss Ladeneinbau, im Obergeschoss aber originale Fenstergrößen, Krüppelwalmdach mit Schieferdeckung | 08990673 |
|                                         | Ehemaliges Postamt | Schwarzenberger Straße 24 (Karte)    | Ende 19. Jahrhundert                          | Zeittypischer Klinkerbau, weitgehend im ursprünglichen Aussehen erhalten, bau- und ortsgeschichtlich von Bedeutung Zweigeschossiger gelber Klinkerbau, ornamental mit rotem abgesetzt (Fensterrahmungen, Lisenen, Traufgesims), Straßenseite Erdgeschoss mit alten schmiedeeisernen Gittern, Eingänge mit zwei Terrakotta-Masken, Zwerchhaus, originales Türblatt | 08990692 |
|                                         | Wohnhaus mit angrenzendem Fabrikgebäude | Schwarzenberger Straße 26 (Karte)    | Ende 19. Jahrhundert                          | Wohnbau mit späthistoristischer Fassade in Klinker-Mischbauweise, bau- und ortsgeschichtlich von Bedeutung Wohnhaus zweigeschossig, Erdgeschoss Putzrustizierung, florale Fensterbekrönung, Obergeschoss roter Klinker, ornamental mit gelbem abgesetzt, Initialen: „HC“, Straßenseite mit Zwerchhaus, profiliertes Traufgesims, verkröpft, Fabrikanbau roter Klinker, Mansarddach | 08990691 |
| Direkt Bild zu diesem Denkmal hochladen | Wohnhaus in offener Bebauung | Schwarzenberger Straße 28 (Karte)    | um 1900                                       | Wohnbau mit späthistoristischer Klinkerfassade, vergleichsweise aufwändiges Ornament, bau- und ortsentwicklungsgeschichtlich von Bedeutung Zweigeschossiger Klinkerbau, Erdgeschoss rote Klinker, Obergeschoss gelbe Klinker, mit Sandstein-Fenstergewänden, im Obergeschoss auch Konsolen und Bekrönung noch vorhanden, Traufband, Straßenseite mit Zwerchhaus mit aufwändiger Sandsteingliederung (Voluten, Okulus, Muschel), keine originale Fenstersprossung, Satteldach, Schieferdeckung | 08990690 |
| Direkt Bild zu diesem Denkmal hochladen | Wohnhaus in offener Bebauung | Schwarzenberger Straße 32 (Karte)    | 1927/1928                                     | Holzhaus, Wohnbau in Fertigteilbauweise, architektonisch bedeutsam als Zeugnis moderner Serienfabrikation, gebaut von Firma Christoph u. Unmack, baugeschichtlich von Bedeutung Zweigeschossiger Holzbau mit Giebelbalkon, steiles Satteldach, Fensterläden | 08990689 |
|                                         | Fabrikantenvilla | Talstraße 2 (Karte)                  | nach 1900                                     | Stattlicher Bau im historisierenden Stil, bau- und ortsgeschichtlich von Bedeutung eineinhalbgeschossiger Klinkerbau mit Sandsteingliederung, unregelmäßiger Grundriss, Arkatur, Akzent durch Ecktürmchen mit steilem Pyramiddach, Schieferdeckung. Teils originale Fenstersprossung, im Dachbereich Zierfachwerk | 08990937 |
| Direkt Bild zu diesem Denkmal hochladen | Ehemalige Spinnmühle | Talstraße 4 (Karte)                  | 1824                                          | Putzbau auf dem Grundriss eines griechischen Kreuzes sowie zwei weitere Gebäude, bau-, orts- und industriegeschichtlich von Bedeutung Dreigeschossiger Bau (Bruchsteinmauerwerk), im Mittelteil viergeschossig, zur Straße gewandter Trakt ehemals mit kielbogenartigem Dach, an den Seiten Dreiviertel-Kolossalsäulen. War zunächst Spinnerei, ab 1870 Knochenmühle. Die beiden anderen Gebäude sind Putzbauten mit Satteldach (19. Jahrhundert) | 08990938 |
|                                         | Wohnhaus | Teichgasse 5 (Karte)                 | um 1800                                       | Obergeschoss Fachwerk, intakte Konstruktion, Relikt ländlicher Bauweise in städtischer Umgebung, baugeschichtlich von Bedeutung Erdgeschoss massiv, Fenster Obergeschoss originale Größe, Obergeschoss verbrettert, steiles Satteldach | 08990935 |
|                                         | Wohnhaus in offener Bebauung | Teichgasse 7 (Karte)                 | 18. Jahrhundert                               | Barocker Wohnbau mit markantem Mansarddach, bau- und ortsgeschichtlich von Bedeutung Eingeschossiger Bau, Erdgeschoss massiv, Giebelseiten und Zwerchhaus über Eingang Fachwerk, Mansarddach, Schieferdeckung, Giebel verbrettert. Erdgeschoss Fenstergewände mit Segmentbögen später | 08990936 |
| Direkt Bild zu diesem Denkmal hochladen | Wohnhaus mit Einfriedung | Uferstraße 1 (Karte)                 | um 1890                                       | Einflüsse des Schweizerstils, baugeschichtlich von Bedeutung Eineinhalbgeschossig, Klinkerbau (rot), Dachüberstand, intaktes Wand-Öffnungs-Verhältnis, Eckrustizierung | 08990934 |
| Direkt Bild zu diesem Denkmal hochladen | Mord- und Sühnekreuz | Wirtschaftsweg (Karte)               | 16./17. Jahrhundert                           | Heimatgeschichtliche Bedeutung | 08990947 |

## Dörfel
| Bild                                    | Bezeichnung                                                            | Lage                  | Datierung          | Beschreibung | ID       |
| --------------------------------------- | ---------------------------------------------------------------------- | --------------------- | ------------------ | --- | -------- |
| Direkt Bild zu diesem Denkmal hochladen | Keller mit Tonnengewölbe                                               | Dorfstraße 35 (Karte) | 1860 laut Auskunft | Baugeschichtlich von Bedeutung. Bruchstein-Tonnengewölbe. | 08990942 |
| Direkt Bild zu diesem Denkmal hochladen | Wohnhaus                                                               | Dorfstraße 42 (Karte) | 18. Jahrhundert    | Obergeschoss Fachwerk, eines der wenigen in der Konstruktion erhaltenen Gebäude im Ort, baugeschichtlich von Bedeutung. Erdgeschoss massiv, Obergeschoss Fachwerk verkleidet, Wand-Öffnungs-Verhältnis intakt, steiles Satteldach. | 08990944 |
| Direkt Bild zu diesem Denkmal hochladen | Wohnstallhaus und Scheune eines Bauernhofes                            | Dorfstraße 46 (Karte) | 1867               | Wohnstallhaus regionaltypischer Fachwerkbau, eines der wenigen in der Konstruktion erhaltenen Gebäude im Ort, baugeschichtlich von Bedeutung. Wohnstallhaus: Erdgeschoss massiv, verändert, Obergeschoss Fachwerk verkleidet, intaktes Wand-Öffnungs-Verhältnis, Satteldach mit Überstand, teils unterkellert mit Tonnengewölbe, Scheune hoher Bruchsteinsockel, darüber verbretterte Holzkonstruktion, Satteldach. | 08990943 |
| Direkt Bild zu diesem Denkmal hochladen | Wohnstallhaus (mit Backhaus-Anbau) und Seitengebäude eines Bauernhofes | Dorfstraße 55 (Karte) | 1752               | In seinem Erscheinungsbild weitgehend original erhaltener regional- und zeittypischer Fachwerkbau, baugeschichtlich, hausgeschichtlich und heimatgeschichtlich von Bedeutung. - Wohnstallhaus: Erdgeschoss massiv, Obergeschoss Fachwerk, intaktes Wand-Öffnungs-Verhältnis, Fenstergewände, Sprossenfenster, Stallteil klar erkennbar, im Inneren Wassertroge erhalten (in die Wand eingebauter steinerner Wassertrog), Giebel verbrettert, Satteldach verschiefert (Kaltdach), - Rückwärtig Backhaus mit Satteldach, im Hausflur eingemauerter Wassertrog, - Seitengebäude: Holzkonstruktion. Satteldach. | 08990945 |